# Maeda Magoemon

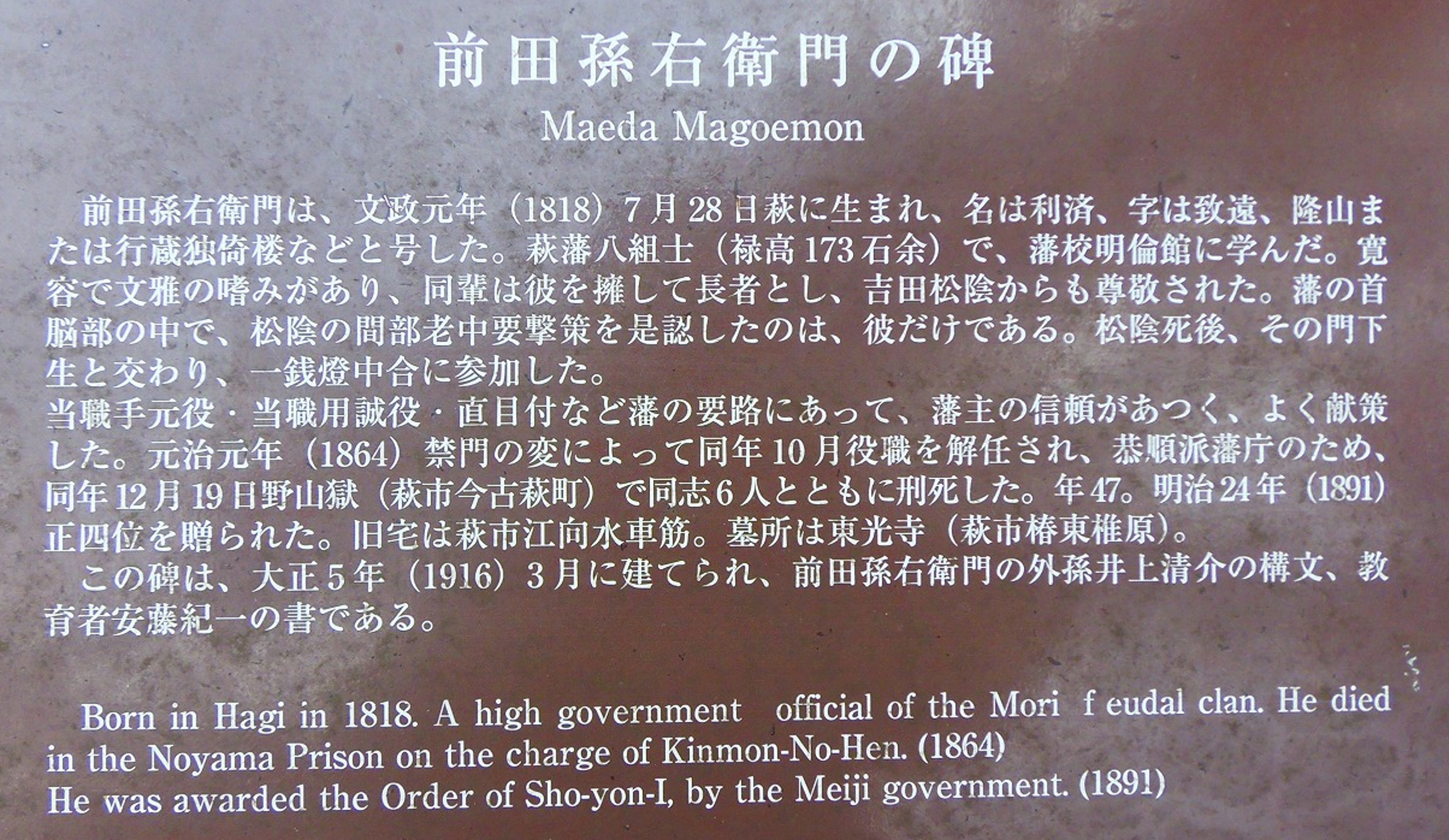
Gedenktafel in Hagi

Maeda Magoemon (japanisch 前田 孫右衛門; geboren 29. August 1818 in Hagi (Provinz Nagato); gestorben 16. Januar 1865 daselbst) war ein japanischer Politiker der Chōshū-Domäne (Hagi) am Ende der Edo-Zeit.

## Leben und Wirken
Maeda Magoemon hatte als Ōgumi-Samurai (大組士) ein Einkommen von über 173 Koku. Sein Name war Rizai (利済), sein gewöhnlicher Name war Risai (利済) und sein „Gō“ war Risan (陸山).
Im Jahr 1852 wurde Maeda einer „Kurōdo dokoroyaku“ (蔵元両人役), also ein Mitarbeiter im kaiserlichen Haushalt. 1856 wurde er zum Mitarbeiter von Masuda Chikanobu (益田 親施; 1833–1864), dem stellvertretenden Hausältesten der Chōfū-Domäne, ernannt, und 1860, als Masuda offiziell die Position übernahm, zum Assistenten befördert.
Maeda arbeitete hart daran, das Militärsystem nach westlichem Vorbild zu reformieren, was aufgrund der Opposition schwierig war. Er zog 1862 nach Tokio, wo er sich als Beauftragter des Gakushūin (学習院用掛, Gakushūin-Yōkake) politisch engagierte. Nach dem politischen Wandel in Kyōto, hervorgerufen durch den „Vorfall am 18. August“ 1863 im darauffolgenden Jahr wurde er vorübergehend freigelassen und konnte wieder die wichtige Position des Jōdanyaku (用談役) übernehmen.
1865 wurde Maeda im Rahmen einer Strafexpedition auf kaiserlich Befehl, bei der es galt, Chōshū zu befrieden, gefangen genommen. Er kam in das berüchtigte Noyama-Gefängnis (野山獄) in Hagi, wo er am nächsten Tag enthauptet wurde.